# El misántropo

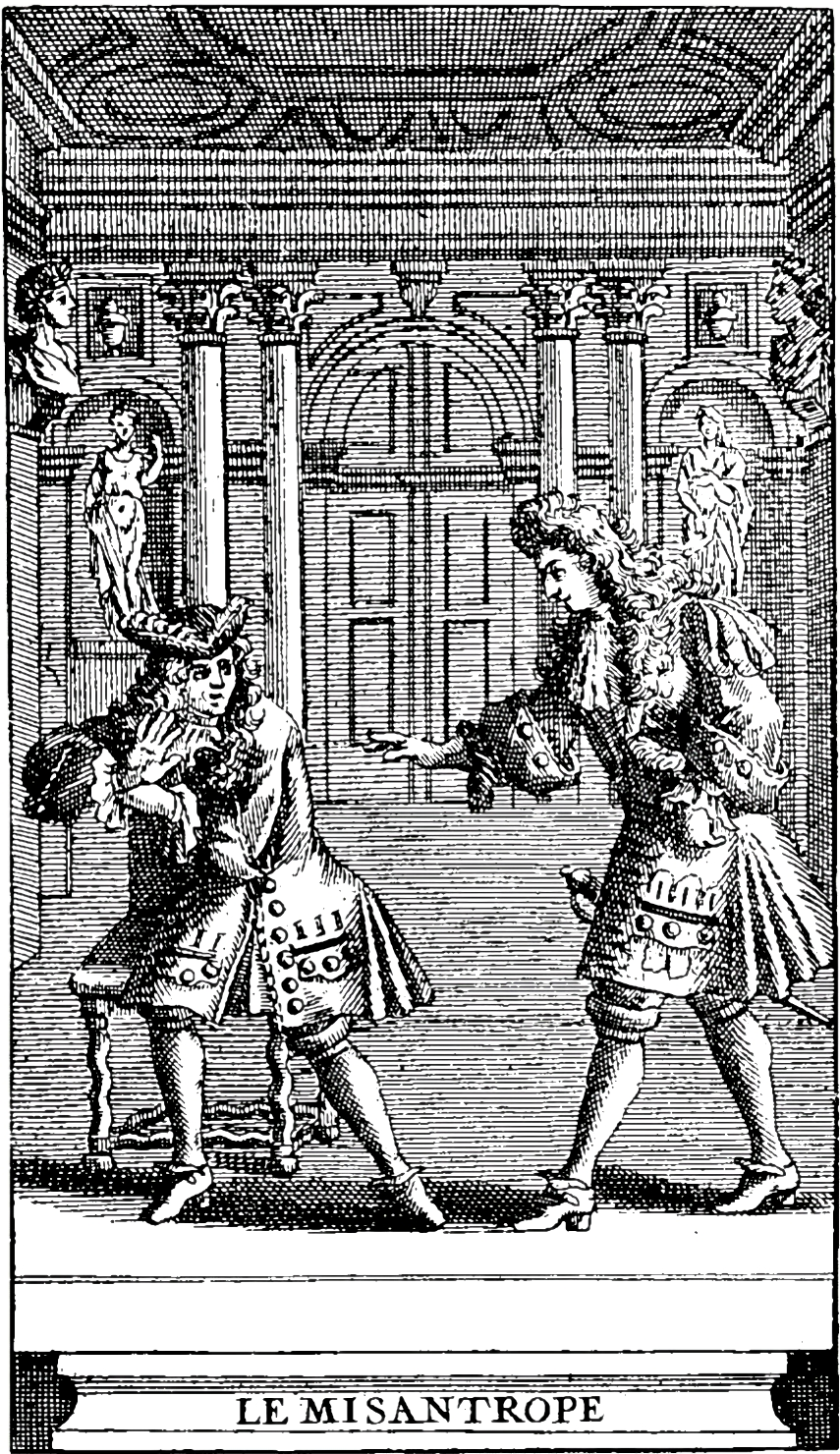
Grabado de la edición de 1719.

El misántropo  es una comedia de costumbres de Molière escrita en 1666. El autor expresa de la mano del protagonista (Alceste) su desagrado con el género humano y la sociedad del momento.
Célimène (amante de Alceste) es supuestamente un retrato de Armande Béjart, la mujer de Molière.

## Estructura
La obra original, en francés "Le Misanthrope", está escrita en verso y consta de cinco actos. La acción dura apenas un día y se lleva a cabo en un único escenario, la casa de Celimena, en París.

## Personajes
- Alcestes: Protagonista de la obra y enamorado de Celimena, muestra un profundo malestar por la sociedad.
- Celimena: Hermosa joven que se encuentra rodeada siempre de numerosos pretendientes y amantes, aunque dice amar únicamente a Alcestes.
- Filinto:  Amigo íntimo de Alcestes, está enamorado de Elianta.
- Elianta: Prima de Celimena. Aunque está enamorada de Alcestes, acaba cediendo al cortejo de Filinto.
- Orontes: Poeta malogrado y pretendiente de Celimena.
- Clitandro: Joven marqués enamorado de Celimena.
- Acasto: Otro de los nobles que forman el grupo de pretendientes de Celimena.
- Arsinoe: Amiga de Celimena, intenta conquistar a Alcestes, del que está enamorada.
- Vasco: Criado de Celimena.
- Dubois: Criado de Alcestes.
- Un guardia de la Mariscalía de Francia.